# Rallus crepitans
Rallus crepitans (лат.) — вид птиц из семейства пастушковых. Выделяют 8 подвидов.

## Распространение
Обитают на соленых заболоченных землях вдоль восточного побережья США от Массачусетса и до границы с Мексикой, с заходом на её территорию. Ареал в Мексике и Центральной Америке плохо изучен. Обычны на карибских островах, включая крупные (например, Багамы, Куба). Популяции на юге США и южнее круглогодичные. Популяции с севера США в основном улетают на зиму в южную часть ареала.

## Описание
Крупная птица от серовато-коричневого до тускло-коричневого цвета с тонким, слегка изогнутым клювом. Тело сжато с боков, ноги и пальцы длинные по сравнению с размером тела. Общая длина взрослой особи 32-41 см, вес 199—400 г. Оперение у самцов и самок одинаково, но самцы в среднем на 20 % крупнее. Основание и бока клюва оранжево-желтые до ярко-оранжевого у самцов, более тусклые у самок. Окраска взрослых особей варьируется от серовато-коричневой до светло-корично-коричневой. Вентральная окраска равномерная; темнее на спине. Спинные перья имеют черноватые или темные центры разной ширины. Бока отмечены чередующимися белыми полосами, от темных до тусклых чёрных полос. Описаны цветовые морфы. У молодых особей клюв бледнее. Оперение молоди варьирует от очень тускло-серого до темно-серого, с черноватыми боками и боками; прожилки на боках и подхвостье при этом нечеткие.

## Биология
Ракообразные если они доступны составляют основу рациона. Поедают мелких крабов, слизней, пескарей, водных насекомых, креветок, кузнечиков, мелких позвоночных, семена, яйца других птиц и иногда обездвиженных мелких птиц. Потребление растительных кормов возрастает зимой.
Большую часть работы по строительству гнезда совершает самец, причем самка часто начинает откладывать яйца еще до того, как она закончена. Эти птицы конкурируют с ацтекскими чайками за места для гнёзд и иногда используют гнёзда чаек.